# William Scherr
William Scherr, född den 27 juli 1961 i Eureka, South Dakota, är en amerikansk brottare som tog OS-brons i tungviktsbrottning i fristilsklassen 1988 i Seoul. 